# Allanders björnbär
Allanders björnbär (Rubus allanderi) är en rosväxtart som beskrevs av Burén och Heinrich E. Weber. Enligt Catalogue of Life ingår Allanders björnbär i släktet rubusar och familjen rosväxter, men enligt Dyntaxa är tillhörigheten istället släktet rubusar och familjen rosväxter. Artens livsmiljö är jordbrukslandskap. Inga underarter finns listade i Catalogue of Life.